# Guido de Bolonha
Guido de Bolonha (em francês: Guy de Boulogne) (1313 - 25 de novembro de 1373) foi um cardeal francês, Deão do Sagrado Colégio dos Cardeais.

## Biografia
De uma família nobre, era filho do conde Roberto VII de Bolonha e Auvérnia, e sua segunda esposa, Marie de Flandre. Parente do rei João II de França, sobrinho-neto do rei Luís IX de França, futuro santo. Tio do Antipapa Clemente VII. Ele era chamado de o cardeal de Boulogne.
Foi Cânone do capítulo da catedral de Amiens, arquidiácono de Flandre, na diocese de Teruana.
Eleito arcebispo de Lyon, em 11 de outubro de 1340, ocupou a Sé até sua promoção ao cardinalato. Foi consagrado em 31 de março de 1341, em Avinhão.
Foi criado cardeal-presbítero no consistório de 20 de setembro de 1342, recebendo o título de Santa Cecília. Nomeado legado diante do rei Luís I da Hungria, que atacou o reino de Nápoles, com um poderoso exército, ele partiu para sua legação em 15 de janeiro de 1349 e retornou em 7 de junho de 1350. Passou para a ordem dos cardeais-bispos e assume a sé suburbicária de Porto e Santa Rufina em 1350, mantendo in commendam o título de Santa Cecília.
Enviado a Roma para abrir o Jubileu de 1350. Mais tarde, em 14 de fevereiro de 1350, ele foi para Pádua, para transferir as relíquias de Santo Antônio de Pádua, no dia seguinte (provavelmente a partir do altar das relíquias) para uma nova localização (perto da chiesetta di S. Maria Mater Domini), na basílica, depois foi ampliado e uma cúpula foi construída. Antes de sair de Pádua, ele tentou resolver a grave discórdia entre Bertram de São Genésio, patriarca de Aquileia, e o Conde de Gorizia, mas não foi bem sucedido.
Recebeu in commendam o título de São Crisógono em 1351. Ele foi legado na França, buscando sem sucesso a paz com o Reino da Inglaterra na Guerra dos Cem Anos. Depois, foi Legado na Espanha entre 1359 e 1361, para estabelecer a paz entre os reis de Castela e Aragão.
Decano do Colégio dos Cardeais em 1364. Acompanhou o Papa Urbano V para a Itália e esteve presente na coroação do imperador Carlos IV pelo papa na Basílica Patriarcal Vaticana em 1 de novembro de 1369. Vigário Imperial para Toscana, com residência em Luca de 3 de fevereiro de 1369 até 26 de março de 1370.
Por ser o Decano do Sacro Colégio, ordenou o novo papa Gregório XI para o sacerdócio em 2 de janeiro de 1371. Legado do novo papa na Espanha para estabelecer a paz entre os reis de Castela e Portugal e um pacto entre os monarcas restaurou os territórios ocupados durante a guerra. Ao mesmo tempo, ele tentou estabelecer um acordo de paz firme entre os reis de Castela, Aragão e Navarra, ele foi bem sucedido em seu esforço, mas morreu quando regressava desta legação, em 25 de novembro de 1373, em Lérida.. Foi enterrado na abadia de Vauluisant ou de Notre-Dame de Bouchet, diocese de Clermont.

## Conclaves
- Conclave de 1352 - não participou da eleição do Papa Inocêncio VI
- Conclave de 1362 - participou da eleição do Papa Urbano V
- Conclave de 1370 - participou como deão da eleição do Papa Gregório XI